# Saint-Vincent-de-Barrès
 Saint-Vincent-de-Barrès  là một xã ở tỉnh Ardèche, vùng Rhône-Alpes ở đông nam nước Pháp.